# غونار غويلرمو نيلسن
غونار غويلرمو نيلسن (بالإسبانية: Gunnar Guillermo Nielsen)‏ (12 أكتوبر 1983 ببوساداس، ميسيونيس في الأرجنتين - ) هو لاعب كرة قدم أرجنتيني في مركز الوسط. لعب مع آرهوس جمناستيك فورينينغ وجي آي جوتا ونادي أوسترس ونادي إتروتارفيلاخ فوغلافيوردر ونادي كلاكسفيك وIF Skjold Birkerød ‏ وAarhus Fremad ‏ وFC Fredericia ‏ وKolding FC ‏ وGuaraní Antonio Franco ‏ وKristianstad FC ‏.